# グレッグ・サイプス
グレッグ・サイプス（Greg Cipes 、1980年1月4日-, フロリダ州コーラルスプリングス) は、アメリカ合衆国の声優・俳優・歌手・ミュージシャン・作曲家・サーファー。

## 人物
1998年、アメリカ合衆国の Junior Professional Surferで3位に入っていた。 また、この年から俳優業を始めていった。
8歳のころから純菜食生活を続けている。
声優としての代表作は、『ティーン・タイタンズ』（ビーストボーイ）、『アストロボーイ鉄腕アトム』（アトラス）など。
漫画Teen Titans Go #26で、Craig Snipesという名前のスタントマンが登場するというギャグがある。
また、2008年7月から10月まで北米のカートゥーン ネットワークの番組宣伝などのナレーターを務めた。
彼のレゲエ・ポップ・バンド Cipes and the Peopleは、カリフォルニア州南部を含むアメリカ合衆国、アジアで人気がある。2007年10月ファーストアルバム"Conscious Revolution"がリリースされた。
サイプス本人はIdiots On Youtubeと呼ばれる、中学2年生が作ったウェブ番組を気に入っている。
彼の元恋人である女優、Juliana Reddingは、2008年3月16日、サンタモニカにある自宅のアパートで殺害された。

## 主な出演作品

### テレビアニメ
- アニマル天国は今日も晴れ Father of the Pride （オランウータンのロジャー）
- アルティメット・スパイダーマン Ultimate Spiderman (アイアンフィスト)
- ウィッチ -W.I.T.C.H.-W.I.T.C.H. （ケイレブ、クラバー）
- El Tigre:The Adventures of Manny Rivera（Little Demon、Natalie Nielson/La Monosa）
- KND ハチャメチャ大作戦 Codename: Kids Next Door（ナンバー1600、Lt. Seltzer）
- サウスパーク South Park
- ジャスティス・リーグ Justice League（ロイヤル・フラッシュ・ギャングのジャック）
- スーパー・ロボット・モンキー・チーム・ハイパーフォース GO!Super Robot Monkey Team Hyperforce Go!（チロ）
- ミュータント・タートルズ Teenage Mutant Ninja Turtles（ミケランジェロ）※2012年度版
- ティーン・タイタンズ Teen Titans（ビーストボーイ、アドニス、プライベート・ハイヴ）
- トータリー・スパイズ!Totally Spies!（WOOHPのエージェントのディーン）
- ベン10 エイリアンフォース Ben 10: Alien Force（ケビン・レビン）
  - ベン10:アルティメットエイリアン Ben10: Ultimate Alien
- ラグラッツ・ザ・ティーンズ All Grown Up!（ボーイズバンド『The Sulky Boys』のJ.R.）
- マイロ・マーフィーの法則 Milo Murphy's Law （モート）

### 吹き替え
- アストロボーイ・鉄腕アトム（アトラス）

### 劇場版アニメ
- ライアンを探せ! The Wild（ライアン）

### ゲーム
- ぼくとシムのまち MySims （バディ）

### テレビドラマ
""内は原題
- デッドウッド/銃とSEXとワイルドタウン - マイルズ・アンダーソン役 ("Bullock Returns to the Camp"、"Suffer the Little Children"	- 2004年)
- ギルモア・ガールズ (『因縁の対決』"Ted Koppel's Big Night Out"- 2007年)
- ゴースト 〜天国からのささやき - ジェイミー・バートン役 (『交錯する思い』"The Crossing" - 2005年、『断ち切れない想い』"Love Still Won't Die" - 2006年、『選ばれし者』"The Gathering" - 2007年)[7]
- Dr.HOUSE - セールスマン役でゲスト出演 (『ドナー』"Family" - 2007年)
- BONES - ディラン役 (『ボーンズVS.賞金稼ぎ』"The Body and the Bounty" - 2010年)
- ザ・ミドル 中流家族のフツーの幸せ - チャック役 (『神よ、我が子を救いたまえ！』"The Quarry" - 2010年、『涙のロイヤル・ウェディング』"Royal Wedding" - 2011年)

### 実写映画
- ビキニ・キラー/真夏のくい込み殺人　"DO YOU WANNA KNOW A SECRET?" - 2001年
- 罰ゲーム "Simon Says" (2006年)
- ワイルド・スピード MAX "Fast & Furious" - 2009年

### その他
- ティーン・タイタンズ ザ・ロスト・エピソード（ビーストボーイ）